# Requiem (Liszt)

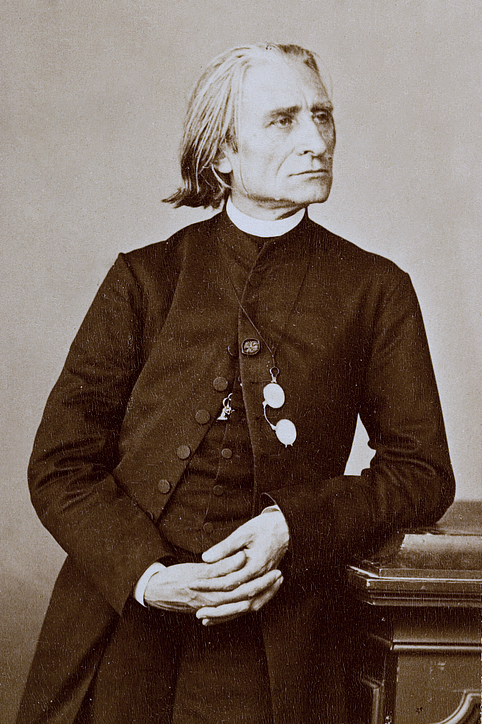
Liszt Ferenc

A Requiem Liszt Ferenc egyik egyházi kórusműve. 1867 és 1868 között született, de a Liberát csak 1871-ben írta meg hozzá. A mű férfi szólókra és férfikarra íródott, orgona- és visszafogott (ad libitum) hangszerkísérettel. Műjegyzékszáma: S.12.

## A mű születése
A Requiem az utolsó mű Liszt misekompozícióinak sorában, a Szekszárdi mise, az Esztergomi mise, a Missa choralis és a Magyar koronázási mise után született. 1867–1868-ban írta, abban az időszakban, amit megelőzően számos tragikus megrázkódtatás érte. 1859 végén meghalt Daniel fia tüdőbetegségben, fiatalabb lánya, Blandine, 1862-ben hunyt el szülés után, 1866-ban pedig az édesanyját vesztette el. Egyes adatok szerint a Requiem megírásának gondolatát még befolyásolta I. Miksa mexikói császár kivégzése is, aki alig egy évvel korábban tüntette ki Lisztet a Guadeloupe-renddel.
A kompozíciós munka végén, 1868. augusztus 26-án azzal ajánlotta akkor még öttételes művét Repos-nak, a francia kiadónak, hogy „stílusa roppant egyszerű, és kis jóakarattal előadása is ugyanilyen egyszerű lesz”. Később, már a mű előadási tapasztalatai birtokában azonban már a mű nehézségeiről is írt, 1883. február 22-én, a Lina Ramann-nak címzett levelében (a Dies irae tétel „Qui Mariam absolvisti” része kapcsán): „Az előadást nehezíti a két félhang is: az első tenor szólam fölfelé lép ennyit, a tenor 2 és a basszus 1 pedig lefelé. Bár az efféle szólamvezetés nem új, az énekesek ritkán valósítják meg a szükséges kristálytiszta intonációval, amely nélkül pedig a szerencsétlen komponista elveszett.” 1871-ben írt egy orgonakíséretes férfikari művet Libera címmel, amit először még önállóan jelentetett meg, de az 1872-es Kahnt-féle kiadásban a mű utolsó tételeként szerepeltette.
A Requiem, Liszt gyászmiséje, belső szükségletből fakadt, senki nem rendelte meg, még az előadására sem gondolhatott. Bemutatójának körülményei bizonytalanok, bár Liszt 1869. december 17-én azt írta jénai barátjának, Carl Gillének: „Lembergből azt írták, hogy Requiememet előadták Chopin halálának napján (október 17-én?)”. Az azonban biztos, hogy 1871. június 29-én Jénában maga vezényelte művét, majd még Weimarban is bemutatta, 1875. június 17-én.
A mű első változatát a párizsi Repos kiadó jelentette meg, majd a következő évben kiadta a lipcsei Kahnt cég is. Utóbbi gondozásában jelent meg 1871-ben a Libera, majd a vele kibővült Requiem is. A források között van, amelyik szerint nincs ajánlás, másik szerint viszont a zeneszerző Anna Liszt, Blandine Liszt és Daniel Liszt emlékének ajánlotta művét.
Liszt a Requiem anyagából orgonaátiratot készített, amelynek jegyzékszáma S.266.

## A zene
Liszt Requiemje lényegében kórusmű. Az orgona szerepe elsősorban a kíséret adása, az énekhangok megtámasztása, a további hangszerek (trombita, harsona, üstdob) csak ad libitum (azaz szükség szerint – értsd: akár el is hagyható) működnek közre (és csak a Dies irae-ben és a Sanctusban). Emellett még a szólisták szerepe is háttérbe szorul, szinte semmi hálás énekelni valójuk nincs. A mű puritánsága, visszafogottsága, minden teatralitástól tartózkodó jellege ellenére kifejezésmódja expresszív, megfogalmazásában rendkívül koncentrált. Zenei megfogalmazására jellemző, hogy gregorián dallamok nincsenek benne, harmonizálásában pedig Liszt legmerészebb kromatikus-enharmonikus nyelvének képviselője. Liszt a szekvenciázást, azaz ugyanannak a melodikus vagy harmonikus elemnek a más és más hangnemekben való megismétlését alkalmazza benne. Ugyanakkor kitágítja a kromatikát is: minden hangot egyenrangúként kezel, azaz a tizenkét fokú rendszer korai változatát használja, amit maga is hangnem nélkülinek nevezett. A mű felépítése kapcsán Liszt külön gondot fordított arra, hogy kompozíciója alkalmazkodjék a liturgia kereteihez. és előadható legyen egy gyászmisén.
„Férfihangokra írott Requiememben megpróbáltam a halál szelíd, megváltó hangulatát kifejezni. Ez még a Dies iraeben is megmutatkozik…”. Művében tudatosan nem a rekviemek „legkönyörtelenebb fekete színét” akarta megmutatni, az volt a célja, hogy „a halál gondolatának keresztényi, megnyugtatóan reménykedő jelleget adjon”. Ezeket a gondolatokat élete vége felé, 1883-ban fogalmazta meg Lina Ramann-nak és Carolyne Wittgensteinnek írt leveleiben.
A mű előadói: négy férfi szóló: tenor 1, tenor 2, basszus 1, basszus 2; férfikar; orgona; két trombita, két harsona, üstdob ad libitum. Előadása nem egészen egy óráig tart.
A Requiem felépítése:
1. Requiem aeternam, Kyrie
Az első, Asz-dúr tételben a Requiem és a Kyrie egy egységet alkot. Szövege magyarul (a mű szövege természetesen latin nyelvű): „Adj, Uram, örök nyugodalmat nekik és az örök világosság fényeskedjék nekik…” A művet az orgona vezeti be sötét hangulatú zenével, azután az első basszus csendes dallamára a másik három szólista válaszol. A férfikar a középrészben lép be, majd ismét a négy szólista énekel. A Requiem visszatérése után következik a Kyrie rövid szakasza.
2. Dies irae
A c-moll, C-dúr tétel szövegét Tommaso da Celano Ének az utolsó ítéletről című középkori verse, annak tizenkilenc tercínája adja. Ez a mű leghosszabb tétele, amely egyetlen egységet alkot, benne Liszt a formai egységet egy visszatérő motívummal oldja meg. A tétel főleg harmonikus fogantatású, a ritmus, a dallam, a hangszín is ennek függvénye. A trombiták, a harsonák és az üstdob ebben a tételben, a „Tuba mirum”, majd a „Judex ergo cum sedebit” szakaszban kapnak szerepet először. A tételben könyörgő és félelmet érzékeltető részek váltakoznak, és a kórus által előadott „Lacrymosá”-val, majd halk záróakkordokkal fejeződik be a tétel.
3. Offertórium
A tétel szövege hagyományosan a „Domine Jesu Christe” szöveg, kezdete: „Urunk, Jézus Krisztus, dicsőség Királya, szabadítsd meg minden megholt hívő lelkét a pokol büntetésétől és mélységéből…” A zene mesterien jeleníti meg a szöveg tartalmát és annak hangulatát. Szerkezetében négyrészes (A-B-C-D), és a D visszarímel az A-ra és a B-re. Érdekessége a Szent Mihályt invokáló „Sed signifer sanctus” indulószerű megoldása.
4. Sanctus–Benedictus
A Sanctus egybe van komponálva a Benedictusszal, nem ritka megoldás ez Lisztnél sem, másnál sem. A kapcsolatot az adja, hogy a Sanctus harmadik szakasza, a „Hosanna”, variálva visszatér a Benedictus végén. Ha vannak, itt ismét megszólalnak a rezek és az üstdob.
5. Agnus Dei
Az Agnus Dei (d-moll, Asz-dúr) a hagyományt követi annyiban, amennyiben visszaidézi az első tétel, a Requiem aeternam melodikus anyagát. A formailag háromrészes tételben csak az orgona látja el a kíséretet. Az első, „Agnus Dei” részben az első basszus énekel, majd a többi szóló is bekapcsolódik; a második az imént említett visszatérés (a négy szólista, majd a hozzájuk csatlakozó kórus előadásában), a harmadikat („et lux perpetua”) ismét a szólisták és a kórus adják elő.
6. Libera
Az a-moll, A-dúr Libera külön született, Liszt később csatolta a Requiemhez. Ennek megfelelően nem is érezzük annyira szervesen a mű részének, hasonlít a zenekari misék dramatikus ábrázolásmódjához, benne – Liszt egész műre vonatkozó szándékaival ellentétben – „fekete” színt, megnyugvást nem hozó kicsengést érzünk. Ráadásul a gyászmisék általában könyörgéssel zárulnak, de Liszt itt az utolsó ítélet ábrázolásával fejezi be a művét. A tételben elsősorban a kórus énekel, a szólók két rövid részletet kapnak, az orgona fontos kísérő szerepet játszik.